# Museo civico Gaetano Savasta
Il museo civico Gaetano Savasta è un museo di Paternò, in provincia di Catania, che ha sede nei locali dell'ex carcere borbonico, ubicato in piazza Martiri d'Ungheria in pieno centro storico, e nell'ex macello comunale, nella zona dell'Acquagrassa.

## Storia

### Il carcere borbonico
L'edificio che attualmente ospita il museo archeologico sorse agli inizi del XIX secolo come carcere, uno dei tanti sorti all'epoca del regno borbonico.
Come istituto penitenziario fu utilizzato per ospitare i detenuti condannati per reati di basso profilo e per carcerazioni brevi. Rimase attivo fino ai primi anni del secondo dopoguerra.
Dal 1997 al 2001, l'ex carcere è stato sede della biblioteca comunale di Paternò, a causa di un crollo avvenuto nei locali che la ospitavano nell'ex Monastero della Santissima Annunziata.
Successivamente abbandonata, la struttura viene recuperata dopo diversi anni, e l'8 dicembre 2007 viene inaugurata la sezione archeologica del museo intitolato alla memoria dello storico locale Mons. Gaetano Savasta.
L'edificio, privo di elementi architettonici di rilievo, ha struttura rettangolare. Il suo ingresso principale si affaccia sul lato della piazza, ed è costituito da un grande portale con arco a tutto sesto, la cui cornice è realizzata in pietra lavica. Ai suoi lati il portale d'ingresso presenta due finestre, la cui forma degli archi è ribassata, mentre nel lato secondario dell'edificio vi è un altro ingresso, anch'esso avente due finestre per lato.
Tutte le finestre dell'ex carcere borbonico sono dotate di barre in ferro.

### Il macello comunale
Nel 1835, il Comune emise un provvedimento che vietò la macellazione degli animali in pubbliche piazze, ed allora si provvide alla costruzione di un mattatoio. Il mattatoio fu attivo fino agli anni settanta del XX secolo.
Dopo anni di abbandono, il sito è stato recuperato con dei lavori di ristrutturazione eseguiti dal 2005, e nel 2009 viene inaugurato il museo dell'arte contadina, poi successivamente divenuto sezione etnoantropologica del museo civico.

## Il Museo
Sezione archeologica
La sezione del museo civico dedicata all'archeologia, ospita al suo interno numerosi reperti, in particolare anfore, cocci, piatti d'epoca medievale e romana, ritrovati nel corso degli scavi effettuati sul colle paternese tra il 1993 e il 1998, sotto l'intendenza dell'assessorato regionale ai Beni Culturali, nelle contrade di Poggio Monaco, San Marco, Poggio Cocola e sul Monte Castellaccio.
Sezione etnoantropologica
Nella sezione etnoantropologica del museo, sono conservati gli attrezzi e gli strumenti degli antichi mestieri artigianali e agricoli.